# Fränkischer Albverein
Der Fränkische Albverein e. V. (FAV) (vollständiger Name Fränkischer Albverein e. V. Bund für Wandern, Heimatpflege und Naturschutz) ist ein gemeinnütziger Verein für Wandern, Heimatpflege und Naturschutz. Er wurde 1914 in Nürnberg gegründet und hat über seine Ortsgruppen etwa 4000 Mitglieder. Seinen Sitz hat er in Nürnberg, wo er auch in das Vereinsregister des dortigen Amtsgerichts eingetragen ist (VR 257).
Der Fränkische Albverein bietet geführte Wanderungen an, markiert und pflegt Wanderwege. Das Betreuungsgebiet umfasst in Franken die Fränkische Alb und deren Vorland, die Frankenhöhe sowie den Rangau.

## Ziele
Schwerpunkte der Vereinsaktivität sind die Förderung
- des Wanderns
- des Natur- und Umweltschutzes
- der Kultur- und Heimatpflege

Dazu erstellt und unterhält der Verein Wanderwege, organisiert gemeinsame Wanderung und betreibt Wanderheime, Schutzhütten und Aussichtstürme. Zudem sollen Erkenntnisse im Natur-, Landschafts- und Umweltschutz sowie der Kultur- und Heimatpflege, Denkmalpflege und des Denkmalschutz innerhalb und außerhalb des Vereins vermittelt werden.

## Geschichte
Der FAV wurde am 15. Mai 1914 in Nürnberg gegründet. Zum 1. Juli 2017 spaltete sich die Ortsgruppe Nürnberg, die etwa 40 % der 4.000 Mitglieder ausmachte, nach einem Streit vom Fränkischen Albverein ab.

## Wegenetz
Das betreute Wegenetz ist über 6.500 km lang und besteht aus über 200 Wanderwegen. Neben den eigenen Wegen pflegt und unterstützt der FAV zusätzlich lokale Wanderwege. In Zusammenarbeit mit anderen Wandervereinen werden europäische, länder- und regionsübergreifende Fernwanderwege betreut.

### Regionen und Landschaften
Das Wegenetz erstreckt sich über den südlichen Teil des Gebiets der Metropolregion Nürnberg:
- östlich, in der Weißenburger und Hersbrucker Alb sowie dem Oberpfälzer Jura
- westlich, auf der Frankenhöhe und im Rangau
- nördlich, im Aischgrund und im Steigerwald
- südlich, in der Hesselberg-Region, im Altmühltal und Fränkischem Seenland
- zentral, in und um die Städte Nürnberg und Fürth

### Wanderwege
Nachfolgende Wanderwege werden vollständig oder teilweise vom FAV betreut.
- Ansbacher Weg
- Anton-Leidinger-Weg
- Aurach-Weg
- Bibertrundweg
- Burggrafenweg
- Deutschherrenweg
- Dr.-Fritz-Linnert-Weg
- Erzweg
- Frankenweg
- Fränkischer Gebirgsweg
- Frankenalb-Panoramaweg
- Frankenhöhe-Weg
- Fränkischer Dünenweg
- Grünes Schlüsselloch
- Hopfenweg
- Jean-Haagen-Weg
- Limesweg
- Main-Donau-Weg
- Rangau-Ostweg
- Rangau-Pfalz-Weg
- Rangau-Querweg
- Rangau-Randweg
- Roter Flieger
- Roter Tropfen
- Stilla-Weg
- Theodor-Bauer-Weg
- Zollernweg
- Zwei-Städte-Weg

## Auszeichnungen
Der Fränkische Albverein wurde 2014 mit der Eichendorff-Plakette ausgezeichnet.